# En el reino de petróleo y millones
En el reino de petróleo y millones (en azerbaiyano Neft və milyonlar səltənətində) es una película del director ruso Boris Svetlov basada en el relato homónimo de Ibrajim bay Musabayov. Producida por “Hermanos de Piron”, el camarógrafo fue Grigori Lemberg. Director y camarógrafo de la película fueron invitados del Petersburgo. La película fue financiada por los empresarios petroleros.

## Historia
Es el primer largometraje en la historia del cine azerbaiyano. Rodado en 1916, fue proyectado por primera vez el 14 de mayo de 1916  en el pasaje de Haci Zeynalabdin Taghiyev.

## Trama
La película muestra el Bakú de principios del siglo XX, la vida de los millonarios y obreros de Bakú. Los acontecimientos de la película se desarrollan en el contexto del destino de Djalil (Vladimir Lenin), que se hizo rico por casualidad y se ha convertido en un petrolero. Se hizo amigo con millonario y magnate del petróleo Lutfeli Bek (Husein Arablinski), y esa amistad había causado la quiebra de Djalil. El destino de pobre “millonario” Djalil acaba en tragedia.

## Protagonistas
- Djalil - Vladimir Lenin
- Lutfeli bek - Husein Arablinski
- Madre de Djalil - Orlickaya
- Alumno - Mammad Alili
- Khanende - Djabbar Karyagdioglu
- Shafiga - Piontkovskaya
- Padre de Shafiga - Ivanovski
- Olga - Regina Lazareva
- Qurban - Evgeniy Muromski
- Hasan - Vladimir Vazemski
- Védico - Dobrinin

## Segunda versión
En 1980 se rodó una nueva versión del relato de I. Musabayov, Brecha dorada, dirigida por Fikrat Aliyev sobre un guion de Mirzagha Mirmovsumov. y producida por Azərbaycanfilm. La primera proyección tuvo lugar el 11 de marzo de 1981.